# Fender Starcaster
Fender Starcaster — серія напівпорожнистих електрогітар компанії Fender. Starcaster був частиною спроби Fender вийти на ринок напівпорожнистих корпусів, на якому домінували Gibson ES-335 та подібні конструкції.

## Історія
Starcaster був розроблений Gene Fields як високоякісний інструмент, хоча він був виготовлений у той час, коли стандарти Fender значно знизилися. На відміну від більшості напівпорожнистих гітар, у яких шиї були встановлені в корпусі в традиційному стилі, Starcaster зберегла конструкцію грифа Fender на болтах, яка на той час використовувала з'єднання з трьома болтами.
Starcaster випускався з 1976 по 1982 рік. Проте в рекламі 1977 року зазначено, що перше створення Starcaster було створено в 1975 році.